# Sterie Ciumetti (inginer)
Sterie Ciumetti, sau Sterie G. (Gușa) Ciumetti, scris uneori și Ciumeti, a fost un inginer constructor de poduri și șosele și profesor de matematică la liceu, român de origine macedoromână (aromân), susținător al românismului balcanic, venit în Regatul României din sudul Dunării. El a avut un rol însemnat în îmbunătățirea invațământului românesc din Balcani și a drumurilor și podurilor din Dobrogea de Sud (Cadrilater) și de Nord la începutul secolului XX.

## Studii
Sterie G. Ciumetti s-a născut în cătunul Selia, din aproprierea orășelului aromân Veria (transcris din grecește și ca Veroia, sau Berea, Βέροια or Βέρροια) din Grecia, așezat nu departe de Salonic. A făcut școala primară la Veria, unde toate clasele se țineau într-o singură încăpere mică, neconfortabilă și neîncălzită iarna. A absolvit liceul la Bitolia/Bitola/Bitoly, (numită de greci „Monastir“ și cunoscută în timpul imperiului otoman sub acest nume), pe atunci acolo fiind singurul liceu din Balcani în limba română. Șapte ani de-a rândul, cât a fost elev la liceu, Sterie a parcurs drumul din comuna sa natală până la Bitolia călare pe un catâr. Efortul pe care un tânăr trebuia să-l facă pentru a putea studia era tipic vremurilor și locurilor acelora. Sterie urmează Politehnica în București, devenind inginer constructor de poduri și șosele.

## Contribuții la susținerea românismului balcanic

### Profesor la Liceul român din Bitolia
Pentru scurt timp, revine la Bitolia ca profesor de matematică, în același timp cu un alt absolvent al liceului, viitorul academician Pericle Papahagi, în momentul când liceul de acolo, condus de inspectorul școlar Apostolul Mărgărit,Format:Verificat a fost părăsit de profesorii licențiați macedoneni în urma unor certuri între aceștia, care voiau să-i dea afară pe elevii epiroți (macedo-români din regiunea Epir) și verieni (cei din zona orașului Veria), elevii aromâni înclinând de partea inspectorului.

### Congresul de la Bitolia
Istoricul austriac Max Demeter Peyfuss numește Bitola un „Shanghai al Balcanilor“, având în vedere multitudinea etniilor (turci, albanezi, slavi, greci, aromâni, țigani), și arată că această localitate s-a dezvoltat ca un centru al culturii aromânești: „existau aici Liceul de băieți, pe atunci singurul liceu român din Balcani, Școală superioară de fete, Consulatul Regal al României, librărie, bibliotecă, până și farmacie românească!“ Pe la 1890 numărul aromânilor din Bitolia era estimat la 15 500. De fapt și astăzi în Bitolia există o largă populație de origine aromână.
Pe vremea aceea Bitolia făcea parte din Imperiul Otoman. În urma presiunilor românilor, guvernul otoman va aproba, cu toată opoziția grecilor, libera practicare a învățământului în limba română. Marele vizir Savfet Pașa a emis în septembrie 1878 Ordinul viziral nr. 303 prin care cerea autorităților locale (valiului Salonicului și Ianinei, valiul, în acea epocă, fiind guvernatorul unui vilaiet [<- pagină în limba engleză]) să nu împiedice funcționarea școlilor române. Cu ocazia aceasta, în primii ani ai secolului XX, s-a creat un nou climat care a dat posibilitatea organizării unor congrese ale românilor din Balcani, congrese care s-au desfășurat din inițiativa și cu participarea corpului didactic ce reprezenta, atunci și acolo, partea cea mai activă și conștientă a românismului. Primul congres, dorit deocamdată numai al corpului didactic, a fost convocat de către "Asociația corpului didactic și bisericesc din Turcia", din care practic făceau parte toți profesorii din zonă. Ca loc pentru congres se alege Bitolia.
Congresul își desfășoară activitățile la Bitolia în perioada 2-11 septembrie 1909. Congresul s-a bucurat de o participare numeroasă și reprezentativă din partea românilor, precum și a autorităților, fiind invitați a participa toți profesorii români din Macedonia, practic din Turcia europeană. La acest congres urma să se discute trei probleme: organizarea și situația comunităților românești, organizarea școlară și chestiunea bisericească. În prima zi a Congresului, în 2 septembrie 1909, a fost creat un birou de conducere al activităților dorite și Sterie Ciumetti  împreună cu Theodor Capidan au fost aleși vicepreședinți. Pe 10 septembrie Sterie Ciumetti este ales să facă parte, alături de Th. Capidan, din comisia permanentă căreia urmau să-i revină importante atribuții conform prevederilor cuprinse în cele 17 articole ale regulamentului școlar adoptat la 8 septemrbie de congres și cuprinzând toate aspectele învățământului.

### Contribuții la reviste aromânești
Sterie G. Ciumetti a făcut parte din comitetul de redacție a două reviste aromânești create la Bitolia și tipărite la București: “Fratil’ia” (care s-a publicat între februarie 1901 și februarie 1902) și “Lumina” (care a apărut între 1903 și 1908). “Fratil’ia” era o revista bilunară, scrisă în dialect aromân, condusă de Nicolae Batzaria și el profesor la Liceul român din Bitolia. În această revista se publică versuri, proză, anecdote populare, articole și studii despre istoria și civilizația aromânilor.; unde se dă și o listă a absolvenților liceului în ultimii 25 ani (sunt trecuți și Sterie Ciumeți, și Pericle Papahagi) “Revista Populară a Românilor din Imperiul Otoman”, Publicație a Corpului Didactic și Bisericesc din Turcia.” era revista Liceului românesc din Bitolia. Această revistă a adus în primul rând reale servicii școlii, de exemplu prin modele de lecții, informații cu caracter cultural și istoric. În ea s-a publicat și literatură dialectală purtând semnături prestigioase. Gustate la vremea respectivă pentru farmecul exprimării în graiul aromân, aceste creații au rămas uitate în publicațiile vremii, timp de decenii, așa cum s’a întâmplat, de fapt, cu întreaga producție intelectuală aromână, după cel de-al Doilea Război Mondial, sub impactul politicii comuniste. În ultimele decenii, aceste creații din presă au fost restituite în volume de editori preocupați de promovarea creațiilor în grai aromân sau român uneori cu sprijinul financiar al Guvernului României - Departamentul pentru relații cu românii de peste hotare.

## Activitatea ca inginer de poduri și șosele
În urma așa-zisei „acțiuni de eliberare a statelor coaliției balcanice“, soldată cu distrugerea a numeroase așezări românești, victime, închiderea școlilor și dărâmarea bisericilor, mulți români de la sud de Dunăre s-au refugiat în Regat, unde viața li se părea mai sigură. În 1913, imediat după cedarea Dobrogei de Sud (Cadrilaterul) către România, îl găsim pe inginerul Sterie Ciumetti la Silistra. Așa cum s-a dus la Bitolia când liceul românesc avea nevoie de profesori, tot așa vine în Cadrilater să își aducă contribuția la îmbunătățirea regiunii, în dorința de a crea condiții mai bune de viață confraților aromâni din zonă. Din nou va fi în compania cumnatului său, Pericle Papahagi, care acum e directorul liceului din Silistra. Ambii au lungi discuții intelectuale legate de cultura și limba aromână si de nevoile aromânilor, problemă care continuă să-i preocupe.
După cele două războaie balcanice, care au avut loc în anii 1912-1913, prin tratatul de pace adoptat la Conferința de la București la 10 august 1913, semnat de părțile aflate în conflict: România, Turcia, Bulgaria, Grecia, Serbia și Muntenegru, intră în componența statului român o nouă parte din vechea Dobroge. Acest teritoriu va rămâne în istorie sub numele de Cadrilater și este organizat în două județe: Durostor cu reședința la Silistra, și Dobrici (Caliacra), cu reședința în orașul Dobrici. Imediat după aceasta, în acele meleaguri a început administrația românească, care cuprinde intervalul de timp dintre 1/14 aprilie 1914 – octombrie 1916, când întreaga activitate economico-socială și adminstrativă a Cadrilaterului a fost organizată și s-a desfășurat în conformitate cu prevederile Legii pentru organizarea Dobrogiei Noi, intrată în vigoare la 1/14 aprilie 1914. Are loc organizarea administrațiilor financiare, delimitarea corectă a proprietății private, organizarea sănătății publice, a învățământului, serviciile tehnice, de cult, și organizarea judecătorească. Comisarul guvernamental și apoi prefecții din zonă au înaintat rapoarte Ministerului de Interne, în care, arătând starea proastă a majorității drumurilor din regiune, au solicitat înfiintarea de servicii tehnice, în a căror sarcină să se afle și întreținerea drumurilor, podurilor și podețelor din cele două județe ale Cadrilaterului. Sterie Ciumetti este numit primul șef al Serviciului tehnic județean de la Silistra, capitala județului Durostor (mai apoi numit Silistra). Sub conducrea lui Sterie Ciumetti au fost numiți în tot județul un număr suficient de cantonieri pentru îngrijirea șoselelor, el supraveghând și asigurând bună execuție a reparării drumurilor prin astuparea gropilor, curățarea acostamentelor și refacerea șanțurilor.
Mai apoi, Sterie Ciumetti, ca și Pericle Papahagi și alți români din Cadrilater, se va stabili în partea veche a Regatului. Sterie Ciumeti va locui și lucra ca inginer constructor la Huși, Iași, Roman, Constanța și București. La Huși face parte din corpul tehnic în perioada care a urmat declarației de război contra Austro-Ungariei, când lumea alarmată pleacă spre Moldova - locul de retragere al armatei românești. La Constanța Sterie Ciumetti este numit inspector general de poduri și șosele.

## Familia
Sterie Ciumetti s-a căsătorit cu Anastasia (născută Papahagi) care se trăgea tot dintr-o familie de păstori, din zona munților Pind, și care a urmat numai șase clase de liceu. Pe vremea aceea în Balcani nu era obișnuit ca fetele să studieze. Prin soția lui, Sterie va avea ca rude aromâni  însemnați. Anastasia (Seaua) era soră cu Pericle Papahagi, ambii fiind copiii lui Despina (Despa) Caragiani (scris uneori și Caraiani; măritată Papahagi). Deci Sterie Ciumetti era cumnat cu Pericle Papahagi, bunul lui prieten și coleg de breaslă și ginerele lui Despa. Maia Despa era soră și cu Ioan Caragiani, membru fondator al Junimii și al Academiei Române, cu Alexandru Caragiani, tatăl cunoscutei femei pilot, Elena Caragiani-Stoienescu.

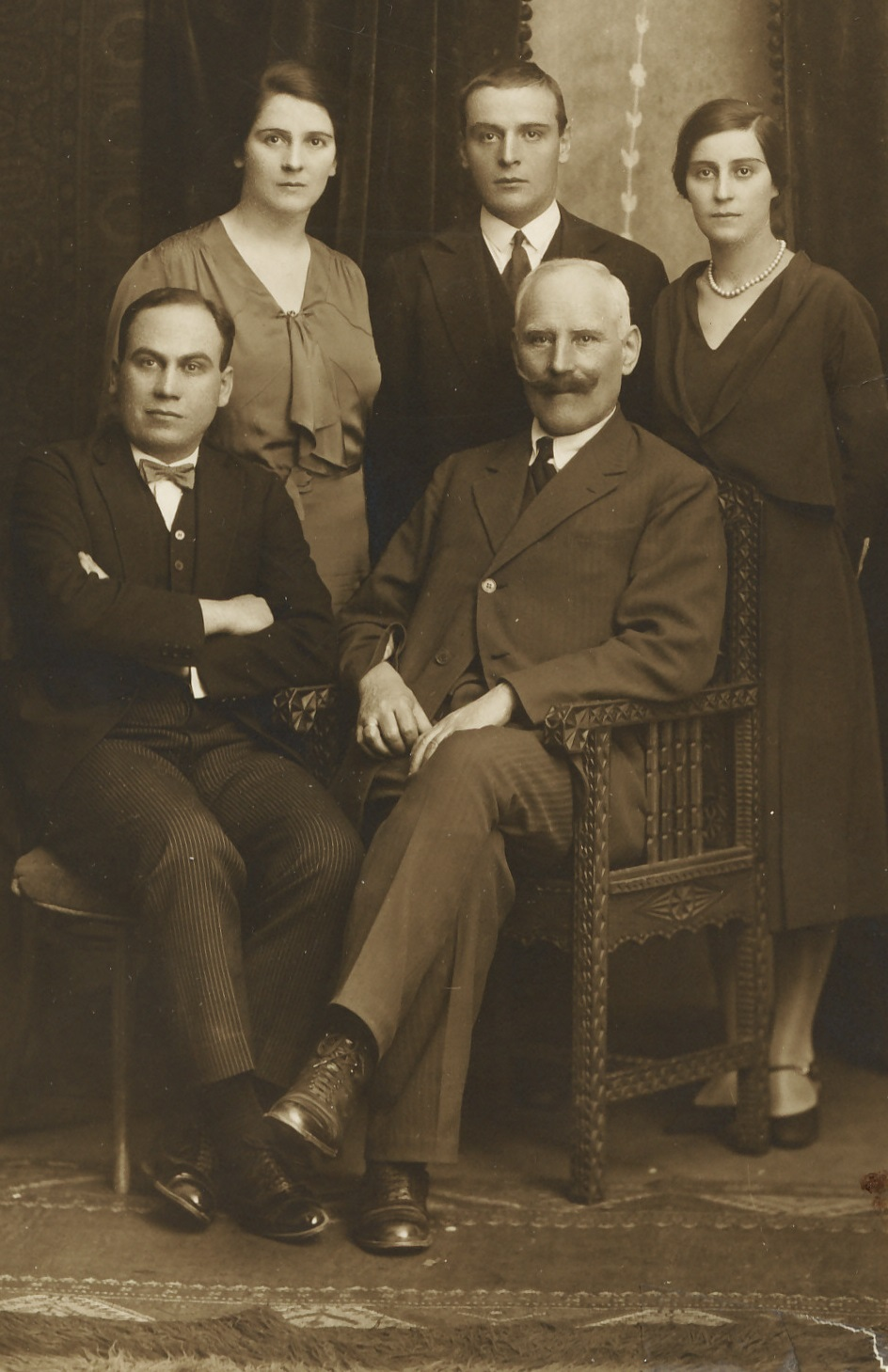
Poză de familie a inginerului Sterie G. Ciumetti. Sterie cu cei trei copiii Florica, Toni si Ana și în stânga, pe scaun, Dr. Dumitru Bagdasar, soțul Floricăi

Sterie și Anastasia au avut 4 copii: Florica, Ana, Anton (Toni), și Mimi. Anastasia a murit când copiii erau încă mici, Sterie trebuind să-i crească singur. A fost ajutat de fata cea mare, Florica (născută la Bitolia în 1901) care a preluat rolul de mamă pentru fratele și surorile ei. Biografii Floricăi arată că această situație i-a conferit o mare autoritate morală în familie, o familie care – așa cum sunt majoritatea la aromâni – reprezintă o comunitate cu puternice legături.
Florica, și-a dorit să calce pe urmele tatălui ei și să devină inginer constructor, însă la vremea aceea, după Primul Război Mondial, femeile nu erau primite la Institutul Politehnic. După Bacalaureat, alături de alte tinere, Florica Ciumetti a făcut petiție la Ministerul Învățământului, cerând ca ușile Institutului Politehnic să fie deschise și pentru femei. Cum Ministerul n-a dat nici un răspuns, în toamna acelui an (1918) ea a intrat la Facultatea de Medicină (alternativă la care se gândise). Florica a urmat cursurile Facultății de Medicină din București între anii 1919 – 1925. În timpul studiilor îl întâlnește pe Dumitru Bagdasar, român din Moldova, cel ce urma să devină fondatorul școlii de neurochirugie din România, cu care se căsătorește. Doctorul neurochirurg Bagdasar devine Ministrul Sănătății, dar moare în 1946 și Florica este numită în poziția soțului ei decedat, devenind prima femeie ministru din România. Fiica Floricăi și a lui Dumitru Bagdasar, Alexandra Bellow (în engleză) care a fost căsătorită cu matematicianul român Cassius Tocqueville Ionescu Tulcea, apoi cu scriitorul american Saul Bellow, Premiul Nobel pentru Literatură (1976), și pe urmă cu cunoscutul matematician argentinian, profesor la University of Chicago, Alberto Calderon (în engleză). Alexandra, nepoata de fiică a lui Sterie, locuiește la Chicago, este o cunoscută matematiciană și a fost Profesor la Northwestern University (în engleză).
Ana, al doilea copil al lui Sterie Ciumetti (născută tot la Bitolia în 1909) a studiat la Londra și apoi a fost profesoară de liceu de geografie și engleză, predând câțiva ani la școală românească din Salonic, apoi la liceul din Turnu Măgurele (unde s-a căsătorit cu un român din Oltenia, doctor șef al județului Slatina, Paul Păunescu) și din 1946, pentru mulți ani la rând la Liceul Șincai din București. Soțul Anei a murit cu patru luni înainte de nașterea singurului lor copil, Ileana Costea, a doua nepoată de fată a lui Sterie, care este profesor de inginerie automatizată la o universitate de stat din California și locuiește din 1973 în Los Angeles.

## Omul Sterie Ciumetti
Sterie Ciumetti era fiu de păstor și primul din familia lui care a învățat carte (cum declara, în 1951, Florica Bagdasar, într-o Autobiografie depusă la serviciul „Cadre“ al Institutului Medico-Farmaceutic București). Era un bărbat foarte arătos. Fiica lui, Ana, spunea despre tatăl ei că era “cel mai frumos bărbat pe care l-a văzut vreodată”. Sterie avea două surori care erau numite “frumoasele de la cireșul alb” și pe care satul le ascundea de câte ori se anuța o primejdie de atac din partea turcilor. Era un bărbat cu o inimă de aur, dar care, în tradiția macedonească nu își exterioriza niciodată sentimentele. “Tata ne iubea grozav, dar nu ne-a sărutat niciodată.” spuneau fiicele lui.
Sterie Ciumetti inginerul era cunoscut ca om înțelept, de supremă corectitudine, onest și liber-cugetător. Era apolitic. Avea convingerea că atât fetele, cât și băieții trebuie să fie educați, considera că o educație de calitate este cea mai bună zestre pe care o poți da unui copil: averea, starea socială, puterea politică azi sunt, mâine nu sunt, însă "o minte bine mobilată" - cum spunea el - asta nu ți-o poate lua nimeni. Avea un motto în viață: "Frumos e omul Doamne, când mintea e regină."

## Notă de dezambiguizare
Sterie Ciumetti din acest articol, inginerul, profesor de matematică la liceu, este cu totul altul decât cel cu același nume care era marele legionar. Sterie Ciumetti cel mai tânăr, cel devotat lui Corneliu Zelea Codreanu, se refugiază în România din Grecia abia în 1926, în timp ce cel mai în vârstă, Sterie Ciumetti inginerul, era deja de mult stabilit în Regat (din 1913). Unii istorici ai perioadei interbelice sau jurnaliști, cărora le era clară diferența de vârstă între cei doi Sterie Ciumetti, afirmă în mod incorect că macedoromânul devenit un important membru al Mișcării Legionare era fiul inginerului Sterie Ciumetti și fratele Floricăi Bagdasar, poate și în ideea că uneori fiului cel mai mare din familie i se dădea prenumele tatălui. Dar acesta nu este cazul în familia lui Sterie G. Ciumetti inginerul. Pe fiul lui Sterie Ciumetti inginerul îl chema Anton și nicidecum Sterie, și Anton Ciumetti moare de moarte naturală în 1941, în timp ce Sterie Ciumetti, marele legionar, este omorât în 1933.
Iată cum respinge afirmația incorectă a acestor istorici și jurnaliști Alexandra Bellow [<-în limba engleză], nepoata lui Sterie G. Ciumetti, fiica Floricăi Bagdasar:
„A mai existat un Sterie Ciumetti, mult mai tânăr, cu totul altă persoană, «erou al Gărzii de Fier». A avut loc o serie de confuzii din cauza numelui, mulți au crezut, sau au fost încurajați să creadă că mai tânărul Sterie Ciumetti ar fi fost fiul celui mai vârstnic, bunicul meu: lucru pur și simplu neadevărat!”—Alexandra Bellow, 2004